# Paula Freitas
Paula Freitas é um município brasileiro do estado do Paraná. Sua população, conforme estimativas do IBGE de 2022, era de 5 666 habitantes.

## História
Correm rumores que imigrantes poloneses que iniciaram a formação de colônias na região Sul do Estado paranaense deram início ao povoado de Paula Freitas por volta de 1890.[carece de fontes?]
Criado por meio da Lei Estadual nº4788 de 29 de novembro de 1963 e instalado em 8 de dezembro de 1964 foi desmembrado de União da Vitória.
Nos termos do art. 198 da Lei Orgânica do Município, "O Cedro é considerado árvore símbolo do Município e o Poder Publico incentivará o seu plantio 
em áreas publicas e privadas e tomará todas as providências para a sua preservaç".  o.

## Geografia
Sua população estimada em 2010 era de 5.431 habitantes, distribuídos em 420,331 km² de área — equivalente a 0,2109% do total do estado, 0,0746% da região e 0,0049% do território brasileiro. Localizado à latitude 26°12'28" sul e à longitude 50°56'16" oeste, Paula Freitas fica a 748 m de altitude.

### Dados IBGE 2008
População Total: 5751
Índice de Desenvolvimento Humano (IDH-M): 0,735
- IDH-M Renda: 0,635
- IDH-M Longevidade: 0,902
- IDH-M Educação: 0,859

## Transportes
O município foi servido pela Linha Itararé-Uruguai da antiga Estrada de Ferro São Paulo-Rio Grande, ferrovia local histórica que foi muito importante para ligar Paula Freitas à União da Vitória, Ponta Grossa e outras localidades. A ferrovia, sob a administração da Rede Ferroviária Federal (RFFSA), sofreria fragmentações durante o início da década de 1990, devido a construção e utilização de outras linhas e variantes pelo estado. Após muitos anos de desativação, o trecho que percorria Paula Freitas teve os seus trilhos retirados no ano de 1996, porém a antiga estação ferroviária da cidade já se encontrava demolida anos antes.